# مطاع صفدي
مطاع صفدي (1929- 2016 م) فيلسوف ومفكِّر قومي سوري، وصحفي وكاتب ومترجم، وأديب قاصٌّ وروائي، لقِّب بـ "فيلسوف التنوير العربي". وهو مؤسس مركز الإنماء القومي، وعمل رئيسًا لتحرير مجلة الفكر العربي المعاصر. عضو رابطة الكتَّاب السوريين.

## سيرته
ولد مطاع صفدي في دمشق، عام 1929. درس الفلسفة في جامعة دمشق، وتأثَّر كثيرًا أيام دراسته الجامعية بالفلاسفة الغربيين المعاصرين، ولا سيَّما الفيلسوف الفرنسي جون بول سارتر. أمَّا نهجُه السياسي، فقد تبنَّى فكرة القومية العربية، وانتمى إلى حزب البعث العربي، ثم استقال منه بعد مدَّة قصيرة، وألَّف عنه كتابًا بعنوان: «حزب البعث: مأساة المولد ومأساة النهاية». 
بدأ مطاع مساره الفكري والسياسي بنزعة وجودية قومية قريبة من الأفكار البعثية الأولى، وبعد هذه المرحلة الوجودية انتقل إلى فلسفة ما بعد الحداثة، وأصبح من رُوَّادها وناشريها في الثقافة العربية. تهيمن على كتاباته أفكار الفلاسفة الفرنسيين الجدُد مثل: ميشيل فوكو، وجيل دلوز، وجاك دريدا. 
امتهن الصِّحافة، وتولَّى رئاسة تحرير مجلتَي «الفكر العربي المعاصر»، و«مجلة العرب والفكر العالمي»، واستقطب لهما عددًا كبيرًا من المفكرين في المجال الفلسفي العربي، واهتمتا  بنشر ملفات تتناول قضايا الفلسفة والفلاسفة. وكان يكتب في عدد من الصحف والمجلَّات العربية حتى آخر أيامه.
انخرط في مجال الترجمة والتأليف، وتركت الحداثة الفرنسية أثرًا كبيرًا في كتاباته. أسَّس مركز الإنماء القومي عام 1981، وأصدر مشروع «مُطاع صَفَدي لترجمة الينابيع»، وكان له إسهامٌ كبير في إثراء المكتبة العربية بالكثير من الأعمال الفلسفية المترجَمة لأبرز فكر فلاسفة الغرب في القرن العشرين.

## كتبه وآثاره
1. دراسات في الفلسفة الوجودية.
2. الفلسفة براءة الصيرورة.
3. الثورة في التجرِبة.
4. الثوري والعربي الثوري، دراسة قومية.
5. مصير الأيديولوجية الثورية، دار الطليعة، بيروت.
6. الحرية والوجود، دراسة فلسفية، بيروت، 1961.
7. فلسفة القلق، دار الطليعة، بيروت، 1963.[8]
8. إستراتيجية التسمية في نظام الأنظمة المعرفية.
9. حزب البعث: مأساة المولد ومأساة النهاية.
10. نقد العقل الغربي: الحداثة ما بعد الحداثة.
11. نقد الشرِّ المَحْض 1: بحثًا عن الشخصية المفهومية للعالم.
12. نقد الشرِّ المَحْض 2: نظرية الاستبداد في عتبة الألفية الثالثة.
13. ماذا يعني أن نفكر اليوم: فلسفة الحداثة السياسية، نقد الإستراتيجية الحضارية.
14. نظرية القطيعة الكارثية.[7]
15. الأدب الحدسي وأزمة البطل المعاصر.[5]

### في الإبداع
1. أشباح أبطال (مجموعة قصصية)، بيروت 1959، قدَّم لها بمقدِّمة طويلة عن القصة الاتكالية.
2. جيل القدر (رواية) 1961.
3. ثائر محترف (رواية)، دار الطليعة، بيروت، 1961.
4. الآكلون لحومهم (قصة).[8]
5. موسوعة الشِّعْر العربي، أعدَّها وشرحَها وقدَّم لها بالاشتراك مع إيليا حاوي، وأشرف عليها تحقيقًا وتصحيحًا ولغةً ورِواية أحمد قُدامة، صدرت عن مؤسسة خيَّاط للكتب (دار الكتاب اللبناني)، في أربعة أجزاء، 1394هـ/ 1974م.[9]

### ترجمات
- الحب والحضارة، هربرت ماركوزه، دار الآداب، بيروت، 1970.
- ما هي الفلسفة؟
- أشرَف على ترجمة أعمال الفيلسوف الفرنسي ميشيل فوكو.[7]

## وفاته
توفي مطاع صفدي في بيروت، يوم الاثنين 1 رمضان 1437هـ الموافق 6 يونيو 2016م، عن سبعة وثمانين عامًا، ودُفن فيها.